# Kronid (Lubimow)
Kronid, imię świeckie Konstantin Pietrowicz Lubimow (ur. 1 maja?/13 maja 1859 w Lewkijewie, zm. 10 grudnia 1937 na poligonie Butowo) – rosyjski mnich prawosławny, archimandryta, ostatni przełożony ławry Troicko-Siergijewskiej przed jej zamknięciem przez władze bolszewickie. Święty nowomęczennik.

## Życiorys

### Młodość. Początek życia zakonnego
Był synem cerkiewnego dzwonnika Pietra Lubimowa i jego żony Agafii. Jego rodzice odznaczali się głęboką pobożnością i dbali o przekazanie tej samej postawy dzieciom. Matka przyszłego świętego wielokrotnie modliła się o to, by jedno z jej dzieci wstąpiło do monasteru. Konstantin Lubimow podjął naukę w szkole duchownej w Wołokołamsku, jednak po pierwszym roku przerwał ją, zdecydowany na podjęcie życia mniszego. W 1883 wstąpił jako posłusznik do ławry Troicko-Siergijewskiej. Śluby wieczyste złożył 28 marca 1888 w podległym jej Skicie Getsemańskim przed hieromnichem Abrahamem. 25 września 1889 został wyświęcony na hierodiakona przez biskupa wołokołamskiego Krzysztofa, zaś 23 maja 1892 metropolita moskiewski i kołomieński Leoncjusz udzielił mu święceń kapłańskich. W Ławrze był odpowiedzialny za nadzór nad szkołą pisania ikon (od 1904 był jej inspektorem) i zasiadał w komisji sprawdzającej przygotowanie teologiczne braci pragnących przyjąć święcenia kapłańskie. Od 1905 zamieszkiwał w filii Ławry w Petersburgu, pełniąc zadania ekonoma. Za osiągnięcia w rozwoju filii otrzymał w 1906 godność igumena. Dwa lata później Kronid (Lubimow) został archimandrytą.
W 1911 otrzymał order Św. Anny III stopnia, zaś trzy lata później – II stopnia.

### Przełożony ławry Troicko-Siergijewskiej
W 1915 zakończył służbę w filii w Petersburgu i został przełożonym ławry Troicko-Siergijewskiej, w której jeszcze w tym samym roku zorganizował lazaret dla rannych rosyjskich żołnierzy. Był zdolnym administratorem oraz kaznodzieją i cieszył się reputacją doświadczonego wychowawcy duchowego. Pod jego opieką znajdowała się m.in. wielka księżna, a następnie mniszka Elżbieta (Romanowa). Należał do bliskich współpracowników patriarchy moskiewskiego i całej Rusi Tichona.
Po wybuchu rewolucji lutowej z Ławry skonfiskowany został sprzęt drukarski. Z kolei po przejęciu władzy przez bolszewików, w 1919, podjęta została decyzja o otwarciu (w ramach szerzej zakrojonej akcji) najważniejszego obiektu kultu w Ławrze – raki z relikwiami św. Sergiusza z Radoneża, do czego doszło mimo protestów archimandryty Kronida.

### Po likwidacji ławry Troicko-Siergijewskiej
3 listopada 1919 mnisi razem z przełożonym zostali siłą wysiedleni do Skitu Getsemańskiego, zaś w roku następnym wspólnotę monastyczną całkowicie skasowano. Duchowny żył początkowo w Siergijew Posadzie, następnie we wsi Bratowszczina oraz w czynnych jeszcze skitach ławry Troicko-Siergijewskiej – od 1922 do 1926 w skicie Getsemańskim, zaś od 1926 do 1929 w skicie Paraklita. Nie zaprzestał kontaktu z ludźmi zwracającymi się do niego o porady duchowe i modlitwę, jak również starał się wspierać innych byłych mnichów Ławry. Dzięki jego pomocy wielu mnichów powracających w latach 20. i 30. ze zsyłek mogło podjąć pracę duszpasterską w cerkwiach Zagorska (nowa nazwa Siergijew Posadu) oraz w pobliskich wsiach. Istnieje teza, iż część lat 30. archimandryta przebywał na zsyłce, według innych źródeł cały czas mieszkał w Zagorsku przy cerkwi na Cmentarzu Kukujewskim, w której regularnie śpiewał na klirosie. Przed 1937 całkowicie stracił wzrok.

### Aresztowanie i śmierć
21 listopada 1937 archimandryta razem z grupą innych duchownych i świeckich (9 mnichów, mniszka, trzech białych duchownych oraz starosta cerkiewny) został aresztowany pod zarzutem utrzymywania kontaktów z kontrrewolucyjnie nastawionym duchowieństwem oraz przyjmowania w swoim domu ludzi o podobnych poglądach. Zarzucono mu głoszenie poglądów monarchistycznych i udział w kontrrewolucyjnym stowarzyszeniu powołanym do życia przez duchowieństwo Zagorska oraz powracających z więzień i zsyłek mnichów prawosławnych. Twierdzono, iż archimandryta zgromadził wokół siebie część byłych mnichów Ławry oraz innych zakonników i umożliwił im życie w prywatnych domach w grupach, według reguły zakonnej. Torturowani w śledztwie, obwinieni podpisali końcowe protokoły, opracowane wcześniej i zawierające błędy faktograficzne. Z piętnastu oskarżonych jedenaścioro zostało skazanych na śmierć, pozostali na 10 lat łagru. Między listopadem a grudniem 1937 archimandryta więziony był w więzieniu na Tagance, zaś 10 grudnia 1937 – rozstrzelany na poligonie Butowo i tam pochowany w masowym grobie.

## Kanonizacja
W 2000 Sobór Biskupów Rosyjskiego Kościoła Prawosławnego zaliczył archimandrytę Kronida (Lubimowa) do Soboru Świętych Nowomęczenników i Wyznawców Rosyjskich.